# Les Blue Stars
Les Blue Stars, aussi appelé Les Blue Stars féroces, est un groupe de musique français originaire de Guyane, créé en 1969. Il s’agit du plus ancien groupe carnavalesque guyanais toujours en activité.

## Biographie
Créés en 1969 par 9 copains, les BLUE STARS et son mythique chanteur Victor CLET alias Quèquette, à Cayenne, est un groupe carnavalesque et certainement le plus ancien de Guyane, peut-être même l’un des plus anciens de France. Ils sont considérés comme l’un des piliers de la culture traditionnelle guyanaise.
Durant les bals paré-masqués, les BLUE STARS se produisaient en 1994 Chez Nana. Aujourd’hui chez Polina la plus grande salle de bals-paré masqués dans la région, font déferler les mazurkas et biguines.
Les années s’égrènent, le public répond avec enthousiasme et voilà lancée une des plus belles aventures de notre musique. 
Pas moins de 70 musiciens ont, au fil des ans, apporté leur talent, leur créativité à ce groupe véritablement mythique. L’excellence est aujourd’hui appuyée par cette osmose entre les jeunes et anciens membres pour quelques-uns présents depuis la création de ce groupe, comme le chef d’orchestre Yves NUGENT.